# Arie Oostlander
Arie Marinus Oostlander (Oude Wetering, 28 maart 1936 – Doetinchem, 21 april 2019) was een Nederlands politicus namens de ARP en het CDA. Tussen 1989 en 2004 was hij lid van het Europees Parlement.

## Loopbaan
Oostlander studeerde psychologie aan de Vrije Universiteit Amsterdam en was daar tot 1975 werkzaam. Hij was actief in de lokale en regionale politiek namens de ARP. Per juni 1975 werd hij directeur van de Dr. Abraham Kuyperstichting, het wetenschappelijke bureau van de ARP, en in 1980 aansluitend tot juni 1989 van het Wetenschappelijk Instituut voor het CDA. Hij was rond 1989 ook lid van het dagelijks bestuur en het partijbestuur van het CDA. Tussen 25 juli 1989 en 20 juli 2004 was Oostlander lid van het Europees Parlement. Hij hield zich met name bezig met de uitbreiding van de Europese Unie.